# Marek Wanat
Marek Wanat (ur. 1958 w Łodzi) – polski entomolog, nauczyciel akademicki związany z Uniwersytetem Wrocławskim.

## Życiorys
Urodził się w 1958 roku w Łodzi, gdzie spędził swoje dzieciństwo oraz młodość oraz ukończył szkołę podstawową i średnią. W latach 1979–1984 studiował biologię na Wydziale Biologii i Nauk o Ziemi Uniwersytetu Łódzkiego. Bezpośrednio po ukończeniu studiów przeprowadził się do Wrocławia, gdzie podjął pracę jako entomolog w Muzeum Przyrodniczym Uniwersytetu Wrocławskiego. Stopień naukowy doktora nauk biologicznych uzyskał w 1993 roku na Uniwersytecie Wrocławskim na podstawie pracy pt. Rewizja systematyczna plemienia Ceratapiini Alonso-Zarazaga, 1991 (Coleoptera, Apionidae), napisanej pod kierunkiem prof. Andrzeja Wiktora. Wraz z nowym stopniem naukowym otrzymał w Muzeum Przyrodniczym stanowisko adiunkta. Rada Wydziału Nauk Przyrodniczych UWr nadała mu w 2002 roku stopień naukowy doktora habilitowanego nauk biologicznych w zakresie biologii o specjalności entomologia, na podstawie monografii systematycznej pt. Rodzaje australijsko-pacyficzne Rhadinocybinae i Myrmacicelinae oraz biogeografia Apionidae (Coleoptera: Curculionoidea) i filogeneza Brentidae (s. lato). W 2010 roku został mianowany na stanowisko profesora nadzwyczajnego. W 2012 roku uzyskał od prezydenta Polski tytuł profesora nauk biologicznych.
Od 2002 roku sprawuje funkcję zastępcy dyrektora Muzeum Przyrodniczego UWr. Reprezentuje on owo muzeum, wchodzące w skład struktur Wydziału Nauk Biologicznych w Radzie Krajowej Sieci Informacji o Bioróżnorodności, stanowiącej konsorcjum blisko 30 największych polskich instytucji przechowujących zbiory przyrodnicze i dane o bioróżnorodności. W latach 1999–2005 kierował trzema indywidualnymi projektami badawczymi finansowanymi przez Komitet Badań Naukowych, a później Ministerstwo Nauki i Szkolnictwa Wyższego.
Przez kolejne cztery kadencje od 1999 roku był wybierany do Komitetu Zoologii Polskiej Akademii Nauk. Od przeszło 20 lat jest członkiem władz Polskiego Towarzystwa Entomologicznego. Jest jednym z założycieli Polskiego Towarzystwa Taksonomicznego (1991). Ponadto jest członkiem rad redakcyjnych polskich periodyków entomologicznych: „Polish Journal of Entomology” i „Polish Entomological Monographs”.

## Dorobek naukowy
Jest autorem lub współautorem ponad 100 publikacji naukowych, w tym dwóch obszernych monografii, które zostały wydane w formie książkowej, kilkunastu rozdziałów w podręcznikach zoologicznych i monografiach faunistycznych, a także kilkudziesięciu artykułów naukowych poświęconych taksonomii, faunistyce i biologii chrząszczy – przede wszystkim ryjkowców (Curculionoidea) Polski i innych regionów świata. Wygłosił też kilka referatów na zagranicznych konferencjach naukowych, w tym na dwóch światowych kongresach entomologicznych.
Naukowo zajmuje się przede wszystkim ewolucją i taksonomią chrząszczy z liczącej kilka tysięcy gatunków i powstałej jeszcze w mezozoiku na superkontynencie gondwańskim rodziny Apionidae. W swych publikacjach opisał dziesiątki nowych dla nauki gatunków i rodzajów z tej rodziny. Najwięcej z Nowej Kaledonii, gdzie przetrwała i różnicowała się reliktowa fauna z tej grupy. Plonem kilku ekspedycji na tę wyspę na Pacyfiku jest m.in. unikatowy, liczący blisko 50 tysięcy okazów i prawdopodobnie największy na świecie zbiór chrząszczy i innych owadów, zdeponowany w Muzeum Przyrodniczym UWr i udostępniany dziś badaczom z całego świata.
Inne główne nurty badawcze profesora poświęcone są niewystarczająco poznanej faunie chrząszczy Europy i Polski, a zwłaszcza ich rozmieszczeniu i biologii, jak również porównawczym studiom morfologicznym odwłoka dorosłych chrząszczy. Prof. Marek Wanat jest promotorem dwóch doktoratów, z czego jeden z nich został obroniony.

## Życie prywatne
Prof. Marek Wanat jest z zamiłowania przyrodnikiem oraz koleopterologiem. Innym jego hobby są kaktusy. Żona Anna jest również biologiem z wykształcenia, a dwie córki studiują filologię angielską na Uniwersytecie Wrocławskim.